# Gilberto Tellechea
Lucio Gilberto Telechea (ur. 4 marca 1885 w Cardonie, zm. ?) – urugwajski szermierz.
Uczestniczył w Letnich Igrzyskach Olimpijskich, w 1924 roku, odpadając w eliminacjach.